# Fulgurodes aculearia
Fulgurodes aculearia là một loài bướm đêm trong họ Geometridae.